# 紫背椋鸟
为椋鸟科北椋鳥屬的鸟类。分布于日本、菲律宾、加里曼丹岛、台湾岛以及中国大陆的江苏、浙江、福建等地，一般栖息于树枝间。该物种的模式产地在菲律宾。
牠們在日本及俄羅斯的薩哈林和千島群島繁殖； 於冬季遷徙至台灣、菲律賓和北婆羅洲過冬。
小椋鳥之前被歸類於椋鳥屬（Sturnus）。根據2008年發表的兩項分子親緣關係學研究結果，牠們被移至重新恢復使用的北椋鳥屬（Agropsar）。